# Schatten der Unterwelt
Schatten der Unterwelt ist ein deutscher Abenteuer- und Kriminalfilm von und mit Harry Piel aus dem Jahre 1931.

## Handlung
Harry West ist ein ebenso wagemutiger Abenteurer wie pfiffiger Erfinder. Soeben ist es ihm gelungen, ein Gerät zu konstruieren, mit dem man Panzerplatten in Windeseile zum Schmelzen bringt. Sein Kumpel Jonny, der die Konstruktion für ihn aufbewahren sollte, wird jedoch bestohlen und darüber hinaus auch noch entführt. Wenig später, am letzten Tag des Jahres, haben Einbrecher mit Harrys Erfindung einen sensationellen Bankeinbruch im ganz großen Stil durchgeführt. Mit diesem Gerät war es den Gangstern ein Leichtes, die Tresortür zu öffnen. Ausgerechnet in dem Moment, als er auf einer Silvester-Gesellschaft um die Gunst der attraktiven jungen Irene von Sheridan wirbt, erfährt Harry von dieser Hiobsbotschaft. Nun ist er in der Bredouille, da die Polizei annimmt, dass er selbst tief in der Sache drinsteckt. Harry muss sich sputen, um die wahren Täter aufzuspüren und dingfest zu machen.
Mit einem Trick kann er sich zunächst der Verhaftung entziehen und versucht, den gekidnappten Jonny aufzuspüren. In einer mysteriösen Bar, die vollgestopft ist mit versteckten Mikrofonen und Übertragungskameras, kommt er der gefährlichen Panzerknackerbande sehr nah. Hier, so schließt er messerscharf, muss sich das Versteck der Räuber befinden. Harry findet an diesem Orte auch den gefangen gehaltenen Jonny, der unter einer Schussverletzung leidet. Harry bringt Jonny fort, in Sicherheit. Beim Eintreffen der Polizei lenken die übertölpelten Gangster jedoch den Verdacht auf Harry. Nun sind sich die Ordnungshüter völlig sicher, dass Harry West der Kopf der Bande sein muss.
Harry verfolgt die Bande bis in die Schweiz. Mit seiner Braut in spe, Irene, die beim Bankeinbruch ihr ganzes Vermögen verlor, reist er nach St. Moritz. Schon die Anreise dorthin wird für ihn ein Hindernislauf, muss sich der nun steckbrieflich gesuchte Harry doch einiges einfallen lassen, um nicht verhaftet zu werden. In St. Moritz residiert der beraubte Bankdirektor Berry in einer hochherrschaftlichen Villa. Berry verhält sich außerordentlich merkwürdig, um nicht zu sagen verdächtig, als er Irene im Hotel besucht. Die junge Dame zählt eins und eins zusammen und bezichtigt Berry, seine eigene Bank ausgeraubt zu haben. Harry ist indes nicht untätig geblieben. Im finalen Showdown kann er die Bande in Berrys Anwesen stellen und schließlich unschädlich machen.

## Produktionsnotizen
Schatten der Unterwelt wurde in Österreich unter dem Titel Der Meisterdieb vertrieben. Die Dreharbeiten begannen Anfang Februar 1931 mit den Außenaufnahmen in St. Moritz (Schweiz) und wurden einen Monat später, am 9. März 1931, im Atelier fortgesetzt. Nachdem der Film am 31. März 1931 die Zensur passiert hatte, erlebte er wenige Tage später in Breslau seine Uraufführung. Die Berliner Erstaufführung war am 27. April 1931 im Ufa-Palast am Zoo. 40 Jahre nach seinem Erscheinen erlebte Schatten der Unterwelt seine Fernseherstausstrahlung im DDR-Fernsehen.
Harry Piel und seine Hauptdarstellerin Dary Holm waren miteinander verheiratet.
Die Filmbauten stammen von Robert A. Dietrich und Emil Hasler. Charles Métain sorgte für den Ton, der von Andrew Marton geschnitten wurde. Produktionsleiter war Viktor Klein, Aufnahmeleiter William Zeiske. Es spielten Sam Baskini und seine Band.
Für den spanischsprachigen Markt wurde eine entsprechende Fassung unter dem Titel Sombres des bajos fondos hergestellt.

## Kritik
Die Österreichische Film-Zeitung schrieb über den Film: „Eine Pointe löst die andere ab, eine Sensation jagt die nächste. Piel läßt einem gar keine Zeit, über eine Situation länger nachzudenken, so sehr drängen sich die Geschehnisse, huschen, kaleidoskopartig, vorbei (…) Piel scheint in seinem Spezialfache unerschöpflich an Einfällen, immer wieder weiß er den Beschauer aufs neue zu packen und das Vorausgegangene noch zu übertrumpfen.“